# Automatkarbin
Automatkarbin (militärförkortning: ak) på sverigesvenska eller stormgevär (kort: stg) på finlandssvenska är ett finkalibrigt helautomatiskt handeldvapen, huvudsakligen för militära ändamål, vilken utgör enhetsbeväpning för infanteri i de flesta av världens arméer. Som enhetsvapen är vapnets roll att det ska, utan specialisering, effektivt kunna användas till ett brett område av uppdrag, såsom strid på kort avstånd, medellångt avstånd, långt avstånd, skarpskytte, strid i bebyggelse, nedhållande eld, etc.
Konstruktionsmässigt definieras automatkarbiner vanligen som ett mellanting mellan kulsprutegevär och kulsprutepistol, och skjuter traditionellt patroner med svagare drivladdning än gevärsammunition, men kraftfullare drivladdning än pistolammunition. Dock skiftar definitionen runt om i världen och vissa arméer definierar vapnet utifrån avsedd roll istället för utformning, varav det finns automatkarbiner som skjuter samma kraftfulla ammunition som gevär (se Definition).
Vilket vapen som är den första automatkarbinen är en omdiskuterad fråga, men vid andra världskrigets slut var vapentypen väl definierad tack vare den massproducerade tyska Sturmgewehr 44.

## Översikt

### Kännetecken

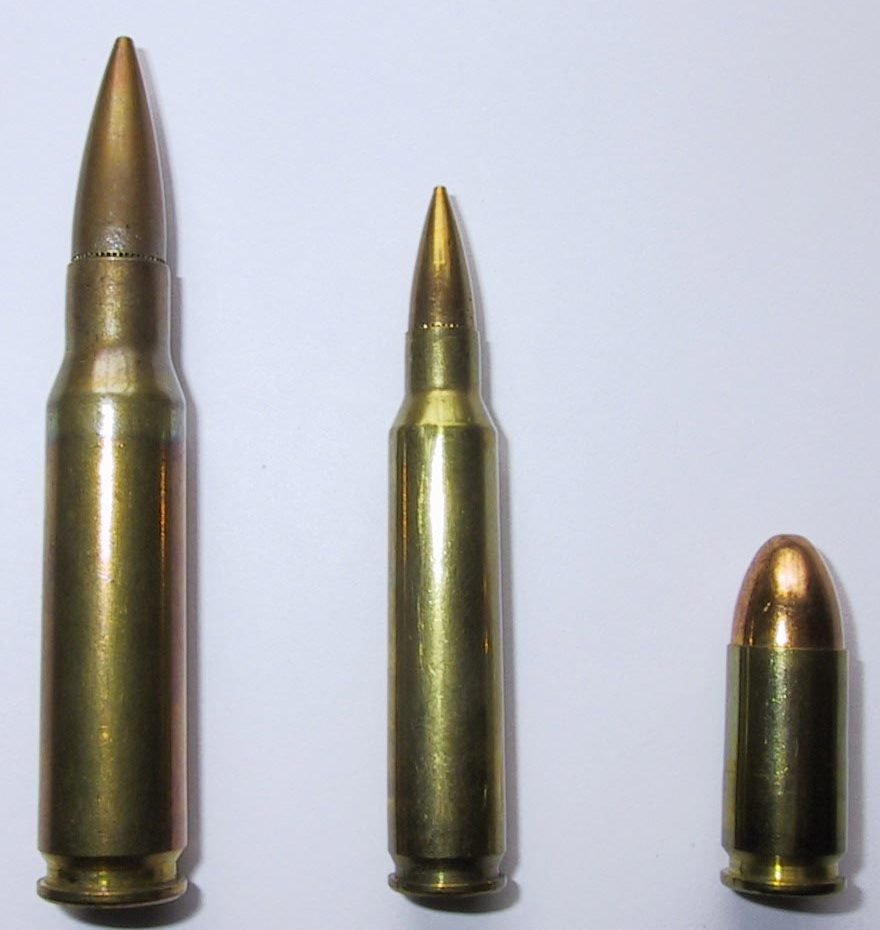
Från vänster: gevärspatron, karbinpatron, pistolpatron

Automatkarbiner kännetecknas internationellt av att vara mer kompakta än traditionella gevär (se karbin) och kapabla att kunna avge både patronvis eld (ett skott per avtryckning) och automateld (skott i automatisk följd vid inhållen avtryckning) genom en omställare. De skjuter traditionellt karbinpatroner (även kallat mellanklasspatroner, engelska: "intermediate cartridge"), ett mellanting av gevärspatron (engelska: full-power cartridge) och pistolpatron som erbjuder lägre rekyl än gevärspatroner, men längre räckvidd än pistolpatroner. Dock är patronregeln inte universal och gränsar ofta över till gevärspatroner (se definition nedan). Kaliber ligger oftast mellan 5 och 9 mm, med en hylslängd mellan 33 och 51 mm.

### Definition
Försvarsmakters riktlinjer för "vad en automatkarbin är" varierar världen runt. Till exempel skiljer sig den svenska definitionen av automatkarbin från USA:s definitionen av "assault rifle". I svensk terminologi särskiljer man inte på gevärsammunition och karbinammunition, medan man i USA klassar automatkarbiner som skjuter gevärsammunition under namnet "battle rifle" (stridsgevär). Ett exempel på detta är Heckler & Koch G3, vilken klassades som automatkarbin i Sverige (se Ak 4) men som "battle rifle" i engelsktalande länder. I Västtyskland var det dock klassat som "Schnellfeuergewehr" (svenska: "snabbeldgevär", ungefär likvärdigt kulsprutegevär).

### Etymologi

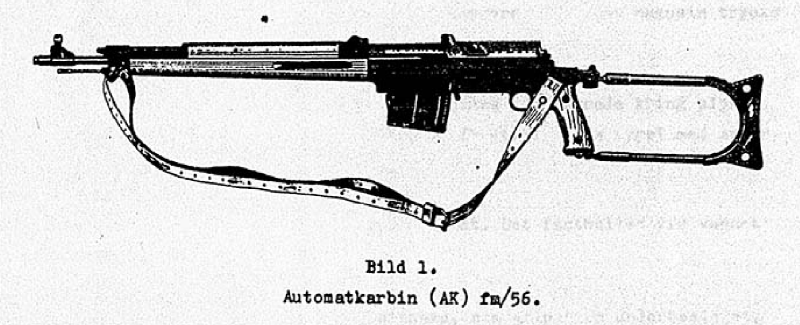
Första kända vapnet att benämnas "automatkarbin": ak fm/56 (försöksmodell 1956), en nedkortad karbinvariant av automatgevär m/42, vilken ej använde utbytbara magasin eller hade förmåga till automateld.

I Sverige förekom ursprungligen två olika begrepp för det som idag enhetligt kallas automatkarbin i allmänhet:
- Kulsprutekarbin – karbinvapen avsedda att huvudsakligen skjuta helautomatisk eld i strid, såsom mellanklasskamrade (7,62 × 39 mm) sovjetiska AK-47.[3] Förledet "kulsprute-" härleds ur kulspruta och betecknar automatladdade eldhandvapen som huvudsakligen avses skjuta längre skurar kontrollerad automateld i strid likt en kulspruta – exempel: kulsprutepistol, kulsprutegevär.

- Automatkarbin – karbinvapen avsedda att huvudsakligen skjuta halvautomatisk eld i strid, såsom fullklasskamrade (7,62 × 51 mm) amerikanska M14, belgiska FN FAL och tyska Heckler & Koch G3. Förledet "automat-" härleds ur "automatladdning" och betecknar automatladdade eldhandvapen som huvudsakligen avses skjuta patronvis eld i strid, samt även automateld i kortare kontrollerade skurar om förmögen – exempel: automatpistol, automatgevär.

Oavsett förled betecknar karbin att vapnet är kortare än ett gevär, men längre än en pistol, vilket i allmänhet avser en piplängd mellan 300 och 600 mm och en totallängd under en meter.
Eftersom Sveriges första automatkarbiner – automatkarbin fm/56, fm/57, fm/61, fm/63 och slutligen ak 4 – huvudsakligen var avsedda för patronvis eld (halvautomatisk eld), samt kortare eldstötar hos de senare exemplen, erhöll de benämningen "automatkarbin", varav kulsprutekarbin inte blivit ett etablerat begrepp i svenskan.
I Finland benämns vapentypen stormgevär på finlandssvenska, en direktöversättning av finskans rynnäkkökivääri som i sig härstammar från tyskans sturmgewehr under andra världskriget.

## Historik
Patroner:
- 7,62 × 39 mm (AK-47)
- 5,45 × 39 mm (AK-74)

Världens mest producerade automatkarbinskonstruktion. Hundramiljoner exemplar i olika utföranden har producerats.

Utföranden:
- AK-47
  -  AKM
  -  RPK (kg)
  -  Valmet RK 62
  -  IMI Galil
- AK-74
  -  RPK-74 (kg)
  -  AK-101
  -  AK-103
  -  AK-107
- PK (lksp)
  -  PKM (lksp)

Patroner:
- 7,62 × 51 mm NATO (AR-10)
- 5,56 × 45 mm NATO (AR-15)

Armalite AR-10 och den nerskalade AR-15 står för grundkonstruktion till flera historiska och moderna automatkarbiner.

Utföranden:
- M16 Rifle
- M4 carbine
- Heckler & Koch HK416

Införandet av röksvagt krut under den senare delen av 1800-talet förändrade eldstridens natur. Röksvagt krut var tre gånger kraftigare än det tidigare svartkrutet och eldhandvapnens räckvidd ökade således med en motsvarande ökning av rekyl och högre smällar. Det röksvaga krutet gjorde också att sikten blev klarare på slagfältet. Tillsammans med andra utvecklingar som gevärsmagasin, kulsprutor och spränggranater gjorde detta att det förutvarande sättet att kriga med täta formationer inte fungerade längre. Under första världskriget var standardgeväret långt, dels för att öka räckvidden och dels för att ge en fördel i bajonettfäktning. De nya vapnen och frånvaron av svartkrutsrök gjorde att det blev svårt för kavalleri och infanteri att komma inom närstridshåll och den klassiska stormningen försvann definitivt från slagfältet. Kavalleriet nullifierades under kriget av artilleriet och kulsprutor (till skillnad från infanterister kan kavallerister inte kasta sig i skydd vid beskjutning) vilket eliminerade det traditionella sättet att med snabba framryckningar exploatera luckor i de fientliga linjerna (stridsvagnen tog senare över den rollen). Istället för formationsstrider utvecklades ett sätt att anfalla med små grupper som eliminerade stötpunkter och beredde väg för huvudanfallet, den så kallade infiltrationstekniken. Eldstrider under första världskriget utspelade sig i regel på kortare avstånd än den effektiva räckvidden för repetergevären som var standardbeväpningen, detta innebar att skytten utsattes för den kraftiga rekylen utan någon egentlig fördel i utbyte. Kulsprutepistolen (helautomatiska vapen med pistolammunition) introducerades under första världskriget som ett alternativ för strid på korta håll i skyttegravarna, och var lyckad men hade för kort räckvidd för att vara ett bra allroundvapen. Repetergeväret fortsatte som standard.
Under mellankrigstiden försökte man på sina håll smälta erfarenheterna från första världskriget. John C. Garand, som designade automatgeväret M1 Garand under denna tid, ritade först ett vapen med en patron som låg mellan geväret och pistolen i kraftighet (mellanklasspatron). Denna idé skrotades då man i USA inte ville byta patron av ekonomiska skäl eftersom man hade stora lager av .30-06 Springfield sedan kriget och M1-geväret fick istället denna kaliber. I Tyskland arbetade man med ett automatvapen i mellanklass under beteckningen "maskinkarbin". Arbetet avbröts dock då andra världskriget bröt ut i september 1939.
De tyska stridserfarenheterna under andra världskriget gav vid handen att den typiska eldstriden utspelade sig på 200-300 meters håll och vinnaren i regel var den med störst eldkraft. Det tyska repetergeväret karbin 98k, vars eldhastighet var begränsad då man måste göra en mantelrörelse för varje skott var därför dåligt lämpat för att vinna strider på korta håll mot exempelvis sovjetiskt infanteri som ofta var beväpnat med kulsprutepistoler (effektiv räckvidd cirka 100 meter). Lösningen blev att man tog upp maskinkarbinprogrammet igen. Det färdiga vapnet togs i bruk 1944 som Sturmgewehr 44 ("stormgevär", varav engelskans assault rifle kommer) var den första masstillverkade automatkarbinen med mellanklasspatron. Den gjordes till standardbeväpning i den tyska krigsmakten men tillverkades i alltför få exemplar och för sent för att ersätta karbin 98k. Ammunitionen var 7,92 x 33 mm Kurz (Kurz = Kort), en kortare variant av standardpatronen 7,92 x 57 mm Mauser.
När de studerade sina stridserfarenheter efter andra världskriget kom britterna fram till samma slutsats som tyskarna. Man tog fram ett vapen och en tillhörande mellanklasspatron men dessa antogs inte då militäralliansen Nato som standard antog 7,62 × 51 mm NATO som var i samma kraftiga klass som de tidigare .30-06 Springfield/.303 British istället (7,62 × 51 mm var lika kraftig men var något kortare då man använde modernare drivmedel). Efter kriget ledde USA utvecklingen i västvärlden till automatkarbiner i samma grova kaliber som de tidigare automat- och repetergevären (.30-06 Springfield/.303 British och så vidare). Detta ledde till automatkarbiner som M14, FAL och tyska G3 (AK4 är en tidig variant av H&K G3A3) som inte lämpade sig lika väl som vapen i mellanklassen för automateld. På det amerikanska standardgeväret M14 stängde man i regel av automateldsfunktionen då det visade sig att vapnet var mycket svårt att styra under automateld. Även i USA visste man att mellanklasspatronen var överlägsen efter att ha studerat miljontals stridsrapporter från första och andra världskriget och det då pågående Koreakriget. Förespråkare för den kraftigare ammunitionen vann dock den politiska striden och man införde 7,62 × 51 mm (det är något kontraintuitivt att en klenare ammunition är bättre i strid).
I Sovjetunionen införde man kort efter kriget den stilbildande AK-47, en automatkarbin i mellanklass med ammunitionen 7,62 × 39 mm (nerkortad variant av 7,62 × 54 mm R, den tidigare standardammunitionen). Stridserfarenheter från Vietnamkriget, där den amerikanska M14 och den sovjetiska AK-47 möttes i strid demonstrerade definitivt mellanklasspatronens överlägsenhet. Parallellt med M14 hade man i USA arbetat med ett vapen i mellanklassen, AR-15, vilken infördes under kriget under beteckningen M16. Den var lättare än AK-47 och använde en ännu klenare ammunition, 5,56 × 45 mm NATO, vilken kompenserade för sina mindre dimensioner med en högre utgångshastighet (detta koncept kallas i engelskan small caliber, high velocity eller SCHV). Den amerikanske infanteristen hade nu den fördelen att han kunde bära med sig mer ammunition än sin motståndare och skjuta automateld snabbare med mindre rekyl. 5,56 × 45 mm NATO blev Natos standardammunition och västvärlden antog automatkarbiner i denna kaliber. Sovjetunionen följde efter SCHV-konceptet med sin egen AK-74 i 5,45 x 39 mm, 1974.

## Automatkarbiner i Sveriges försvarsmakt

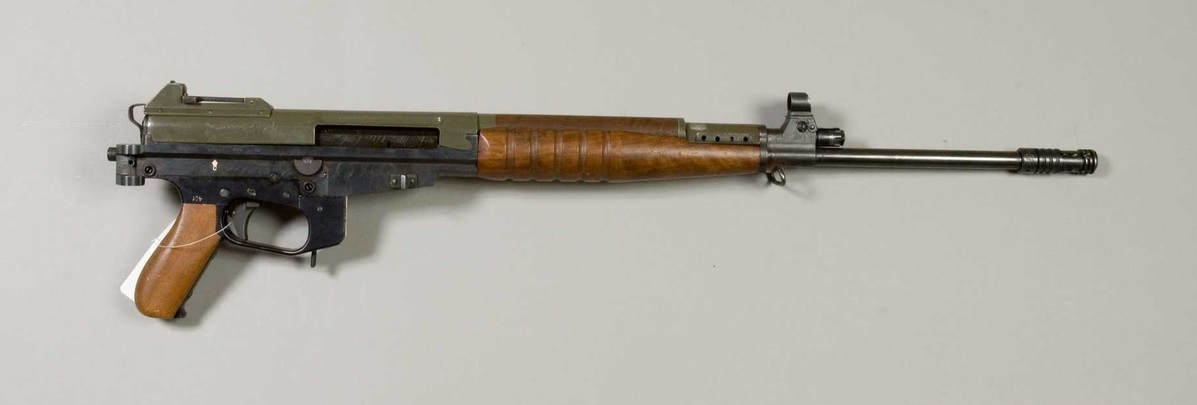
6,5 mm GRAM 63

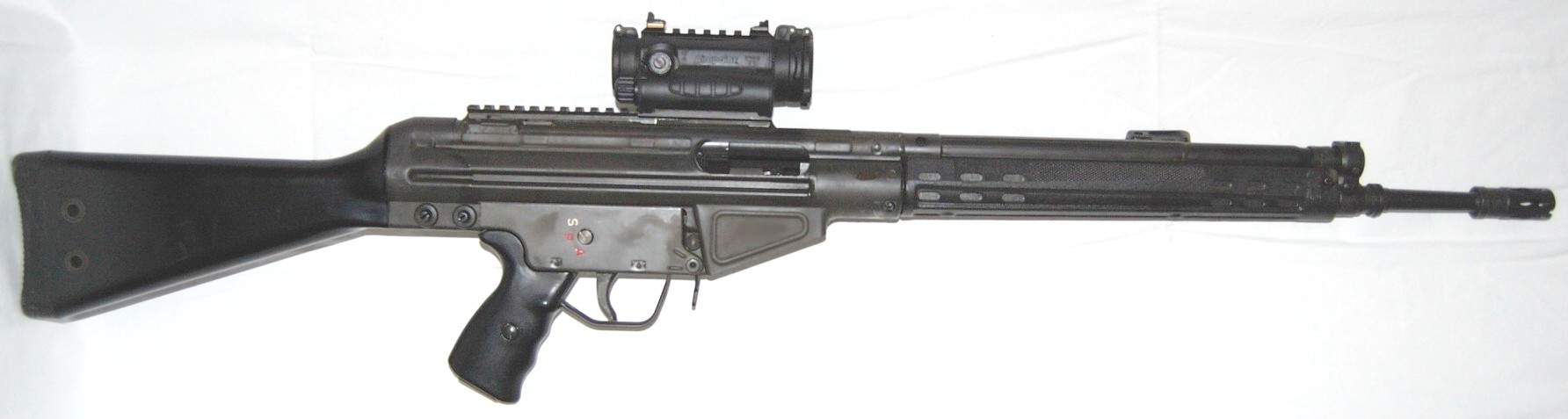
7,62 mm automatkarbin 4B

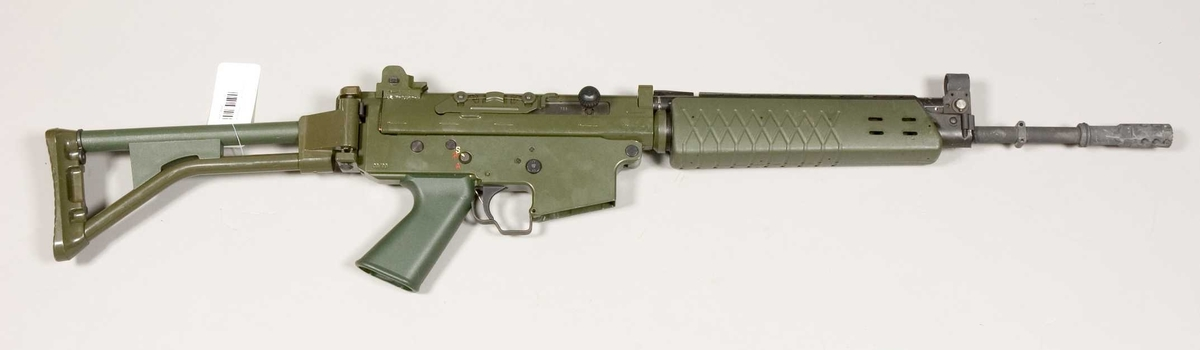
5,56 mm automatkarbin 5A

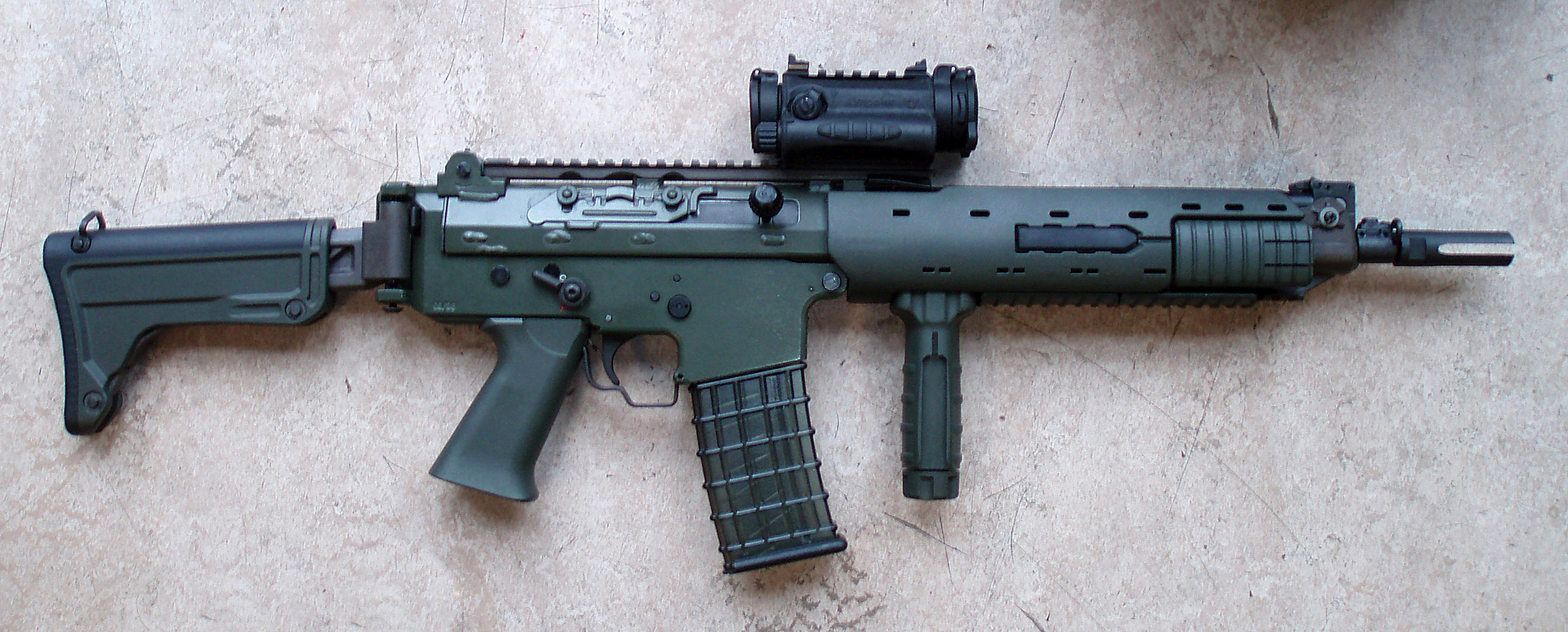
5,56 mm automatkarbin 5C

Sverige var ganska sent med att anskaffa en automatkarbin i jämförelse med andra moderna militärmakter. Trots revolutionära vapen som Nazitysklands Sturmgewehr 44 och den något senare sovjetiska AK-47 kom inte den svenska krigsmakten att aktivt försöka anskaffa en automatkarbin förrän på mitten av 1950-talet. Anledningen till denna sena anskaffning var att man behövde ersätta de föråldrade vapnen gevär m/96 och automatgevär m/42. Detta ledde till att ett antal försöksvapen togs fram runt decennieskiftet 1960. Bland dessa fanns bland annat ett antal vapen framtagna av Carl Gustafs stads gevärsfaktori under paraplynamnet GRAM. 
Ingen svensk automatkarbinkonstruktion klarade av kravspecifikationerna i slutändan och istället började man och att utpröva utländska konstruktioner som Heckler & Koch G3 och FN Herstals FAL. Efter utprovning av diverse automatkarbiner under tidigt 1960-tal föll slutligen valet på den tyska automatkarbinen Heckler & Koch G3, vilken kom att betecknas 7,62 mm automatkarbin 4 (ak 4) i Sverige. Detta blev den första automatkarbinen vid namn att anskaffas av Sveriges försvarsmakt. 
Från en teknisk synvinkel är G3 inte en ren automatkarbin internationellt eftersom den skjuter patronen 7,62 × 51 mm NATO vilken klassas som gevärspatron och ger vapnet hög rekyl som begränsar användning vid automateld. (se Beskrivning) Från en fältmässig synvinkel är vapnet dock utformat för att fungera som huvudbeväpning för den enskilda soldaten och uppfyller den roll som en automatkarbin ska fylla.
Ak 4 antogs av den svenska försvarsmakten (då kallad krigsmakten) år 1964 och kom att licenstillverkas av bland annat Husqvarna och Försvarets fabriksverk. Vapnet kom att användas som huvudvapen för majoriteten av svenska skyttesoldater under större delen av kalla kriget fram till slutet av 1980-talet. Ak 4 används dock som standardbeväpning hos hemvärnet.
I och med anskaffningen av så kallade "karbinpatroner" (se Beskrivning) som ny standardammunition av både NATO och Warszawapakten (se 5,56 × 45 mm NATO & 5,45 x 39 mm WP) under början av 1970-talet blev det relevant att även Sverige skulle anta en sådan patron i en framtida automatkarbin. Detta ledde till att Sverige påbörjade prov med diverse vapen under mitten av 1970-talet vilket slutligen ledde till att man valde FN Herstals automatkarbin FNC (Fabrique Nationale Carabine) som Sveriges nästa automatkarbin och framtida ersättare för ak 4.
FN FNC fick i Sverige beteckningen automatkarbin 5 (ak 5) och togs i bruk år 1986. De första vapnen tillverkades i Belgien av FN Herstal men efter 1987 tog Bofors Carl Gustafs stads gevärsfaktori över produktionen. Vapnet är kamrad för patronen 5,56 × 45 mm NATO och är mycket mindre och smidigare än den tidigare ak 4. Dock är vapnet för tungt för sin storlek och dess patron har visat sig ha problematisk räckvidd och genomslagsförmåga.
Typen är idag (2021) fortfarande svenska försvarsmaktens huvudvapen för infanteri.

## Stormgevär i Finlands försvarsmakt

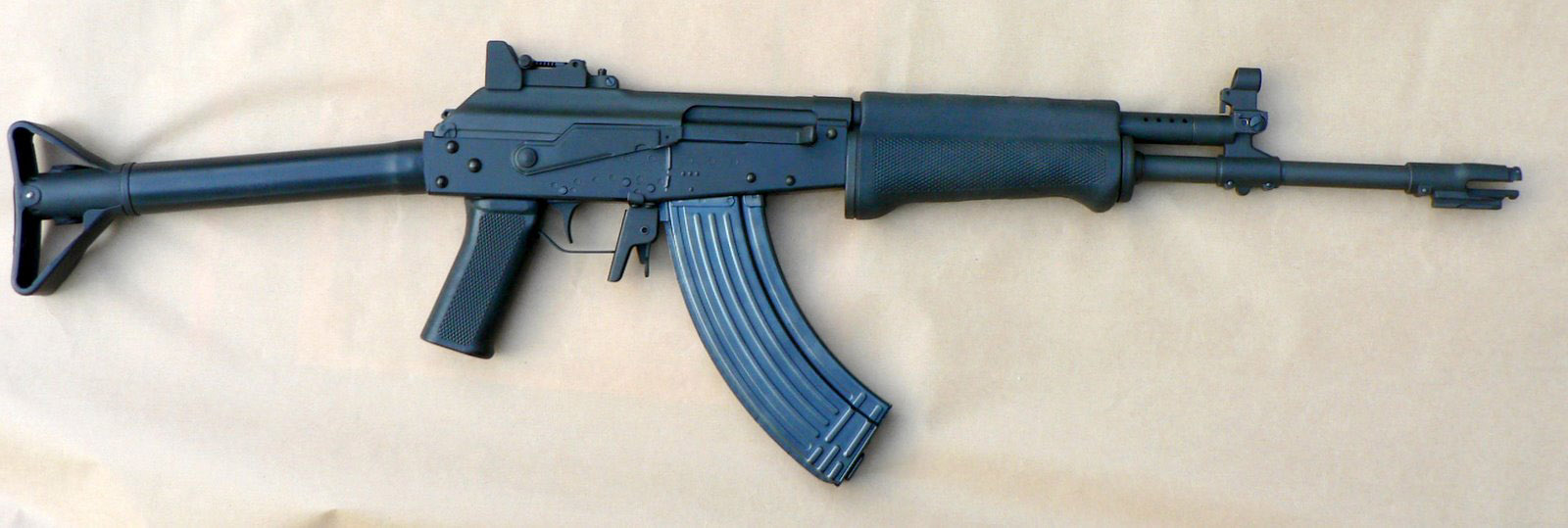
7,62 RK 62-76 (7,62 stormgevär 62-76)

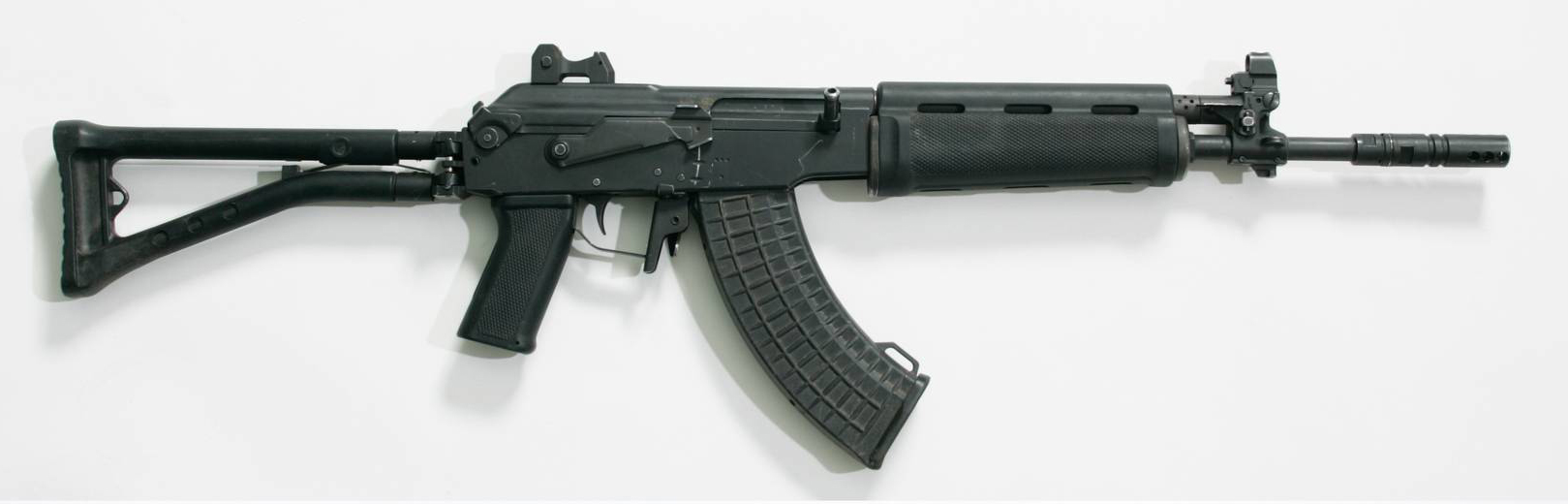
7,62 RK 95 TP (7,62 stormgevär 95 hopvikbar kolv)

I Finlands försvarsmakt används i svenskspråkiga trupper (Nylands brigad) benämningen 'stormgevär'. Stormgevär är en direktöversättning av finskans "rynnäkkökivääri" men båda termerna härstammar från tyskans sturmgewehr. Stormgevär förkortas likt sin tyska förfader som 'STG' men kallas för "stägä" på finlandssvensk militärslang.
I dagsläget (2021) använder Finlands försvarsmakt två standard-STG i diverse versioner: 7,62 RK 62 (7,62 stormgevär 62) och 7,62 RK 95 TP (7,62 stormgevär 95 hopvikbar kolv). Båda är baserade på sovjetiska Michail Kalasjnikovs automatkarbinsprincip men har diverse skiljaktigheter i sin utformning som särskiljer dem från ursprungskonstruktionen. Båda använder patronen 7,62 × 39 mm.

## Tillverkare
- Izhevsk Mechanical Works, Ryssland (AK-74, AKM etc.)
- Colt's Manufacturing Company, USA (M16)
- Heckler & Koch (H&K), Tyskland (G3, G36 mm.)
- Fabrique Nationale (FN), Belgien (FNC)
- GIAT, Frankrike (FAMAS)
- SAKO, Finland (Rynnäkkökivääri / RK-62,92,95)